# Microthremma griseum
Microthremma griseum är en nattsländeart som beskrevs av Schmid 1957. Microthremma griseum ingår i släktet Microthremma och familjen Helicophidae. Inga underarter finns listade i Catalogue of Life.